# A Insustentável Leveza do Ser (filme)
The Unbearable Lightness of Being (bra/prt: A Insustentável Leveza do Ser) é um filme estadunidense de 1988 do gênero drama, dirigido por Philip Kaufman. O roteiro é adaptado do livro A Insustentável Leveza do Ser, de Milan Kundera.

## Elenco
- Daniel Day-Lewis .... Tomas
- Juliette Binoche .... Tereza
- Lena Olin .... Sabina
- Derek de Lint .... Franz
- Erland Josephson .... embaixador
- Pavel Landovský .... Pavel
- Donald Moffat .... cirurgião-chefe
- Daniel Olbrychski .... ministro do Interior
- Stellan Skarsgård .... engenheiro
- Tomek Bork .... Jiri
- Bruce Myers .... editor tcheco
- Pavel Slaby .... sobrinho de Pavel
- Pascale Kalensky .... enfermeira Katja
- Jacques Ciron .... gerente do restaurante suíço
- Anne Lonnberg .... fotógrafa suíça

## Principais prêmios e indicações
Oscar 1989 (EUA)
- Indicado nas categorias de melhor fotografia (Sven Nykvist)[carece de fontes?] e melhor roteiro adaptado[carece de fontes?]

BAFTA 1989 (Reino Unido)
- Venceu na categoria de melhor roteiro adaptado[carece de fontes?]

Globo de Ouro 1989 (EUA)
- Indicado nas categorias de melhor filme de cinema - drama[carece de fontes?] e melhor atuação de atriz coadjuvante em cinema (Lena Olin)[carece de fontes?]

Independent Spirit Awards 1989 (EUA)
- Venceu na categoria de melhor fotografia[carece de fontes?]